# Sulfid hořečnatý
Sulfid hořečnatý (chemický vzorec MgS) je anorganická sloučenina krystalizující ve čtverečné soustavě halitové struktury, v čistém stavu bílé barvy, avšak většinou je znečištěn různými nečistotami, kterému dodávají hnědou barvu.
Průmyslově vzniká při výrobě kovového železa.

## Příprava a vlastnosti

### Příprava
Sulfid hořečnatý se připravuje reakcí síry nebo sulfanu s hořčíkem:
Mg + S → MgS

Mg + H2S → MgS + H2.

### Vlastnosti
Chemické vlastnosti MgS se podobají podobým iontovým sulfidům jako jsou například sulfid sodný, barnatý a vápenatý.
Tato sloučenina reaguje s kyslíkem za vzniku síranu hořečnatého a s vodou za vzniku sulfanu a hydroxidu hořečnatého:
MgS + 2 H2O → H2S + Mg(OH)2.

## Použití
V procesu výroby oceli BOS se odstraňuje síra z nečistého železa z vysoké pece přidáním několika stovek kilogramů práškového hořčíku. Vzniká sulfid hořečnatý, který plove na roztaveném železe a je odstraněn.
Také se používá jako polovodič, který je zajímavý tím, že vyzařuje modrozelené světlo, tato jeho vlastnost je známa od začátku 20. století.

## Výskyt v přírodě
MgS se vzácně vyskytuje v meteoritech jako minerál niningerit.
Také bývá nacházen v některých uhlíkových hvězdách.

## Bezpečnost
Při dotyku s vlhkostí MgS vytváří sulfan.